# Les Petits Riens (bande dessinée)
Pour les articles homonymes, voir Les Petits Riens (homonymie).
Les Petits Riens est le nom d'une série de bande dessinée lancée en 2006 par l'auteur français Lewis Trondheim. Prépubliée sur Internet sous forme de blog deux ou trois fois par an, elle est reprise en albums chez l'éditeur Delcourt. Elle s'inscrit dans la continuité de sa précédente série autobiographique, Carnet de bord (2002-2004).

## Contenu
Ce sont de courtes anecdotes autobiographiques où l'auteur se représente sous la forme d'un faucon anthropomorphisé. Sa famille, ses amis et les autres personnages y ont également des têtes d'animaux.

## Albums
Les albums ont été publiés annuellement de 2006 à 2009, puis sur un rythme bisannuel, dans la collection « Shampooing » des éditions Delcourt dirigée par l'auteur.
- 1 La Malédiction du parapluie, Delcourt, Paris, 18 octobre 2006
Scénario, dessin et couleurs : Lewis Trondheim -  (ISBN 978-2-7560-0411-2)
- 2 Le Syndrome du prisonnier, Delcourt, Paris, 7 octobre 2007
Scénario, dessin et couleurs : Lewis Trondheim -  (ISBN 978-2-7560-0875-2)
- 3 Le Bonheur inquiet, Delcourt, Paris, 22 octobre 2008
Scénario, dessin et couleurs : Lewis Trondheim -  (ISBN 978-2-7560-1456-2)
- 4 Mon ombre au loin, Delcourt, Paris, 21 octobre 2009
Scénario, dessin et couleurs : Lewis Trondheim -  (ISBN 978-2-7560-1728-0)
- 5 Le Robinet musical, Delcourt, Paris, 6 avril 2011
Scénario, dessin et couleurs : Lewis Trondheim -  (ISBN 978-2-7560-2090-7)
- 6 Deux ou trois mois d'éternité, Delcourt, Paris, 5 juin 2013
Scénario, dessin et couleurs : Lewis Trondheim -  (ISBN 978-2-7560-4041-7)
- 7 Un arbre en furie, Delcourt, Paris, 9 juin 2015
Scénario, dessin et couleurs : Lewis Trondheim -  (ISBN 978-2-7560-6489-5)
- 8 Tout est à sa place dans ce chaos exponentiel, Delcourt, Paris, 4 avril 2018
Scénario, dessin et couleurs : Lewis Trondheim -  (ISBN 978-2413002796)
- 9 Les Chemins de désir, Delcourt, Paris, 24 janvier 2024
Scénario, dessin et couleurs : Lewis Trondheim -  (ISBN 978-2413077695)